# Das Traumhotel – Malaysia
Malaysia ist der Titel eines deutsch-österreichischen Liebesfilms aus dem Jahr 2009. Der Fernsehfilm ist der elfte Teil der Filmreihe Das Traumhotel.

## Handlung
Generalmanager Markus Winter inspiziert das Luxusresort seiner Siethoff-Gruppe in Malaysia. Seine gute Freundin Jennifer Hofmann, dort Besitzerin eines kleinen Hotels und seit einem halben Jahr Witwe, ist in Schwierigkeiten geraten. Der rücksichtslose Geschäftsmann Mr. Wong möchte sich ihr Hotel aneignen und pocht auf eine Klausel in dem vorliegenden Pachtvertrag. Markus Winter kommt schnell der Verdacht, dass der Vertrag nicht ganz vollständig ist. Gemeinsam mit Jennifer und ihrem kleinen Sohn Tom macht sich Markus auf die Suche nach Jennifers stillem Teilhaber Daniel Falk, der sich bereits vor Jahren in den malaysischen Dschungel zurückgezogen hat. Als Daniel Falk schließlich gefunden wird und sein Exemplar des Pachtvertrages präsentiert, zeigt sich Markus‘ Vermutung bestätigt. Zähneknirschend gibt Mr. Wong seinen Anspruch auf.
Auch Hotelgast und Kaufhausmagnat Lorenz Henschel steht in Verhandlungen mit Mr. Wong. Lorenz möchte in Malaysia ein weiteres Kaufhaus errichten und sucht nach einem geeigneten Grundstück. Wong bietet ein zentral gelegenes Areal in der Altstadt an, auf welchem sich bisher ein Gemeindezentrum und alte Tempel befinden. Zunächst ist Lorenz nicht abgeneigt, doch seine attraktive Assistentin Sonja Lehmann ist so entsetzt über diese Rücksichtslosigkeit gegenüber der lokalen Bevölkerung, dass sie ihre Kündigung einreicht. Lorenz erkennt nun, dass Sonja ihm mehr bedeutet, als er sich bisher eingestehen wollte. Er nimmt Abstand von seinen Plänen und gewinnt dafür das Herz seiner Assistentin.
Der Starpianist Sascha Sorell hat eine schmutzige Scheidung mit zugehöriger Pressekampagne hinter sich und möchte inkognito im Traumhotel wieder zur Ruhe kommen. Hier lernt er die alleinerziehende Journalistin Sabine Kilian kennen, die mit ihrer kleinen Tochter Marie angereist ist. Sabine durchschaut schnell das Inkognito von Sascha. Durch einen Exklusivbericht über den Pianisten kann sie ihren verlorenen Job bei einer Boulevardzeitung zurückbekommen. Obwohl sie sich in Sascha verliebt hat und auch Gegenliebe feststellt, kann sie der Versuchung nicht widerstehen. Natürlich bekommt Sascha die Reportage zu Gesicht und Markus Winter muss sein ganzes Einfühlungsvermögen aufbringen, um den enttäuschten Sascha wieder mit Sabine zusammenzubringen.

## Produktion
Das Traumhotel – Malaysia wurde vom 19. Mai bis zum 13. Juni 2008 auf den malaysischen Inseln Langkawi und Penang gedreht. Die Kostüme schuf Christoph Birkner, das Szenenbild stammt von Walter Dreier. Der Film erlebte seine Premiere am 16. Januar 2009 im Ersten.

## Kritik
Für TV Spielfilm ist die Traumhotel-Episode Malaysia ein „Mix aus Reisekatalog und Kasperletheater“.